# Dokument:Humor
Dokument:Humor, var ett program med Henrik Schyffert, som sändes på SVT2 torsdagar mellan 17 november 2005 och 12 januari 2006. I serien reste Schyffert runt i Sverige och världen för att ta reda på hur humor fungerar på olika sätt, och varför det är viktigare än man tror. Varje avsnitt hade ett tema och under seriens gång träffade han bland annat John Cleese, Eddie Izzard, Dylan Moran, Gad Elmaleh, Nancy Cartwright, Richard Curtis, Conan O'Brien, Robert Gustafsson, Johan Rheborg, Babben Larsson och Paul Reubens. Serien skrevs av Tommie Jönsson och producerades av Nils Lagergren för produktionsbolaget EFTI. 

## Avsnitt
1. Stolthet och fördomar i Europa - Sändes 17 november 2005.
2. Under bältet - Sändes 24 november 2005.
3. Kropp och knopp - Sändes 8 december 2005.
4. Ingen kommer undan politiken - Sändes 15 december 2005.
5. Att hora med humor - Sändes 22 december 2005.
6. Breda fniss och smala asgarv - Sändes 29 december 2005.
7. Små och stora katastrofer - Sändes 5 januari 2006.
8. Att leva med humor - Sändes 12 januari 2006.